# 뱅뱅 (TV채널)
뱅뱅(Bang Bang)은 알바니아의 1~14세 어린이 방송 채널이다. 2004년 12월 17일에 개국했다.